# Grimmia alpicola
Grimmia alpicola är en bladmossart som först beskrevs av Ingebrigt Severin Hagen, och fick sitt nu gällande namn av Mönkemeyer 1927. Grimmia alpicola ingår i släktet grimmior, och familjen Grimmiaceae. Inga underarter finns listade i Catalogue of Life.